# Artère métatarsienne dorsale
Les artères métatarsiennes dorsales (ou artères interosseuses dorsales du pied) sont quatre artères du membre inférieur situées dans le pied.

## Origines
La première artère métatarsienne dorsale nait de la partie distale de l'artère dorsale du pied.
Les deuxième, troisième et quatrième artères métatarsiennes dorsales naissent de l'artère arquée du pied.

## Trajets
Les artères métatarsiennes dorsales s'étendent vers l'avant dans les espaces entre les os métatarsiens sur les muscles interosseux dorsaux du pied correspondants.

## Branches collatérales et terminales
La première artère métatarsienne dorsale donne les deux artères digitales dorsales du premier orteil, l'artère digitale dorsale du deuxième orteil, les deux artères digitales plantaires du premier orteil et l'artère digitale plantaire médiale du deuxième orteil.
Les trois autres artères métatarsiennes dorsales se divisent en deux branches au niveau des articulations métatarso-phalangiennes : les artères digitales dorsales médiale et latérale du pied pour les orteils adjacents.
La quatrième artère métatarsienne dorsale dégage également une branche qui irrigue la face latérale du cinquième orteil
Au niveau des parties proximales des espaces interosseux, ces vaisseaux reçoivent les branches perforantes postérieures de l'arcade plantaire, et au niveau des parties distales, ils sont rejoints par les rameaux perforants des artères métatarsiennes plantaires.